# Edson Rontani
Edson Rontani (Piracicaba, São Paulo, 23 de março de 1933 - 24 de fevereiro de 1997) foi desenhista técnico do Estado de São Paulo, bacharel em direito, colaborador de jornais, desenhista, cartunista, ilustrador e radialista brasileiro
Foi o editor do primeiro fanzine brasileiro sobre histórias em quadrinhos publicado em 12 de Outubro de 1965 em Piracicaba, cidade onde nasceu.

## Biografia
Leitor de revistas em quadrinhos, os 13 anos, Rontani criou revistas em quadrinhos artesanais coloridas com lápis de cor, entre 1947 e 1948, publicava cartuns colados em cartolinas em murais de Piracicaba, ainda em 1948, criou "Nhô Quim", mascote do time de futebol XV de Piracicaba. Na década de 1950 cria o "Estúdio Orbis de Desenho" e foi editor da Revista do Rádio e da Piracicaba Magazine.
Criou o primeiro fanzine sobre histórias em quadrinhos que recebeu nome de "Ficção - Boletim do Intercâmbio Ciência-Ficção Alex Raymond", impresso em mimeógrafo e editado em 1965 na cidade de Piracicaba. Segundo Rontani, a criação do Ficção foi inspirada em duas publicações: a revista Giff-Wiff do Club des bandes dessinées, que tinha como o membro o cineasta Alain Resnais como membro e o livro La Historieta Mundial do argentino Enrique Lipszyc.
No mesmo ano, fez capas revistas Batman e Superman da EBAL,  o fundador da editora, Adolfo Aizen,  divulgou o Ficção em Superman Bi nº6 (janeiro-fevereiro de 1966).
“Recebemos de Piracicaba uma carta e um Boletim que foi uma grata surpresa para nós. A carta vinha assinada por Edson Rontani, já nosso conhecido (um desenho seu foi publicado na capa da SUPERMAN Nº 9 – janeiro de 1965).
O fanzine era composto por textos informativos e uma lista de produções brasileira de quadrinhos desde 1905. Em 1967, começou a publicar catálogos de compra e vendas de quadrinhos.  Os primeiros números foram impressos em um mimeógrafo, mas logo Rontani passaria a imprimir em um duplicador a álcool. O Ficção teve 12 edições aperiódicas até julho de 1968.

Em 1977, Rontani formou-se em Direito pela Universidade Metodista de Piracicaba. No final da década de 1970, criou o "Coleção Comics", que além de anúncios, trazia artigos sobre quadrinhos.
Rontani catalogou nas edições deste fanzine tudo o que era de seu conhecimento pois até esta época não havia sequer um levantamento das revistas em quadrinhos publicadas ou quais editoras foram fundadas no país. Como colecionava revistas desde sua infância, ele as estudava e guardava dados históricos para dividir com outros colecionadores estes conhecimentos. O fanzine possuía uma tiragem de 600 exemplares, e entre seus leitores estavam José Mojica Marins (o Zé do Caixão), Gedeone Malagola, Adolfo Aizen, Mauricio de Sousa, Jô Soares e Lyrio Aragão, em 1974, criou as revistas Fanzine e Universo H.Q. e em 1985, o Fanzine Rontani.
Entre 1982 e 1997, manteve a coluna semanal "Você Sabia?" no suplemento "Jornalzinho" do jornal "O Diário de Piracicaba".
Rontani era um colecionador de quadrinhos chegando a passar por suas mãos mais de 170 mil exemplares de histórias em quadrinhos..
Faleceu em Piracicaba em 1997.

## Homenagens
Em 1995, Worney Almeida de Souza lançou 30 anos do Ficção, com um texto escrito por ele e Edgard Guimarães sobre a história dos fanzines no Brasil e a reprodução da primeira edição do Ficção.
Em sua homenagem foi criada a "Sala Edson Rontani" no Teatro Municipal Dr. Losso Netto" em Piracicaba em 1998, através de propositura do então vereador Roberto Morais (hoje, deputado estadual). Possui uma rua com seu nome no bairro Vila Verde/Dois Córregos, através de propositura do vereador Gustavo Ranzzani Herrmann.
Em 2001, foi nomeado pela  Associação dos Quadrinhistas e Caricaturistas do Estado de São Paulo (AQC-ESP) como "Mestre do Quadrinho Nacional" no 17º Prêmio Angelo Agostini. No ano seguinte, foi realizada a exposição "As várias faces do criador do Nhô Quim - Exposição de Obras de Edson Rontani", Nho Quim.
Em novembro de 2006, o número 83 do fanzine QI de Edgard Guimarães publicou uma personagem Marco Zero de Edson Rontani, o personagem foi criado por Rontani nos anos 60 e nunca havia sido publicado, o resgate foi possível graças aos filhos de Rontani, Edson Rontani Júnior e Fábio D’Abronzo Rontani.
Em 2008, a editora Marca de Fantasia lançou uma compilação "Você Sabia".
Em junho de 2010 a Assembléia Legislativa do Estado de São Paulo denominou a escola do bairro Mário Dedini em Piracicaba como Escola Estadual Edson Rontani, por iniciativa do deputado estadual Roberto Felício.
Em 2012, o dia 12 de outubro foi escolhido pelo professor universitário e fanzineiro, Gazy Andraus, para ser o Dia Nacional dos Fanzines, anteriormente os fanzineiros comemoravam o Dia Mundial dos Fanzines no dia 29 de abril, tal qual acontece em Portugal.
Em 2013, a editora Tupynanquim de Klévisson Viana publicou uma revista chamada Marco Zero, em homenagem ao personagem de Rontani.